# Rocker-bogie

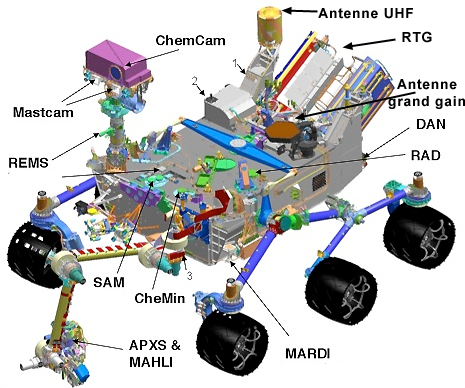
Rocker-bogie на марсоході «К'юріосіті», поперечна планка (синя) з додатковими тягами утворює диференціал

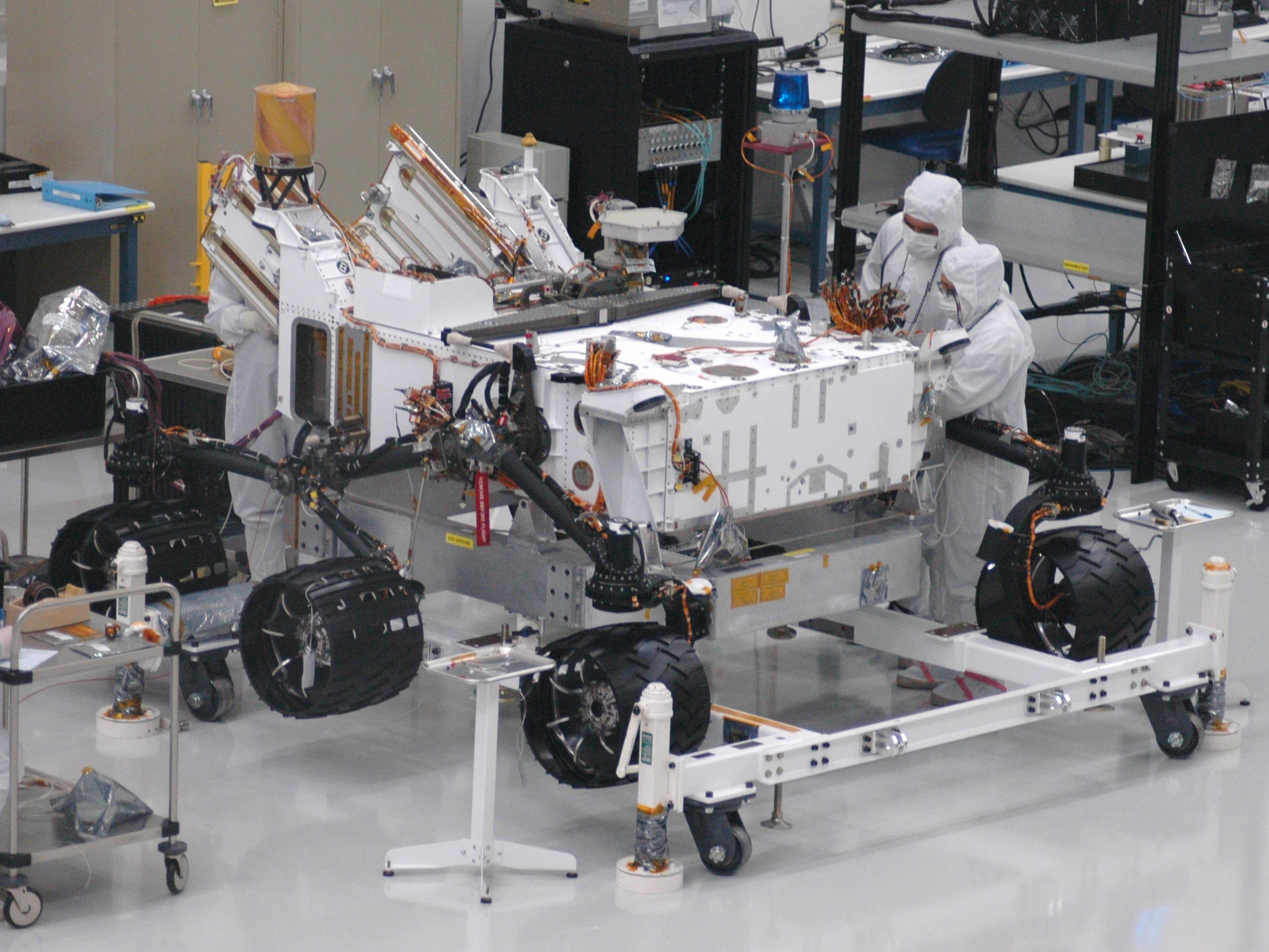
Rocker-bogie на марсоході «К'юріосіті»

Rocker-bogie (укр. балансир-візок) — кінематична схема (система) підвіски, що застосовується на механічних роботах, зокрема марсоходах Mars Pathfinder, Mars Exploration Rover (MER) і Mars Science Laboratory. Дизайн схеми забезпечує національне управління з аеронавтики та дослідження космічного простору США. Запатентована в США в 1989 році.

## Конструкція
Балансир (також коромисло або гойдалка) визначає елемент підвіски з кожної сторони системи. Балансири з'єднані один з одним і шасі транспортного засобу за допомогою диференціала так, що коли один балансир йде вгору, інший йде донизу. При цьому шасі підтримується в положенні, що становить середній кут нахилу обох балансирів. Один кінець хитного важеля з'єднаний з колесом, а інший через шарнір спирається на візок.
Візок має вигляд важеля, що на кінцях спирається на колеса, а ближче до середини підтримує балансир. Візки зазвичай використовуються як опорні колеса в треках армійських танків для кращого розподілу навантаження на ґрунт, та на причепах вантажних автомобілів.

## Подолання перешкод
Підвіска забезпечує високу ефективність подолання перешкод завдяки рівномірному розподілу навантаження на кожне колесо. Для досягнення цієї властивості в підвісці не використовуються пружні елементи, здатні перерозподіляти навантаження між колесами.
При зустрічі вертикальної перешкоди центральні та задні колеса притискають передні колеса до перешкоди. Їх обертання, що забезпечується власним приводом, та зчеплення з перешкодою призводить до підйому передньої частини робота вгору. Так само середні колеса притискається до перешкоди задніми колесами, їх підйому також сприяє балансир системи. Задні колеса витягуються на перешкоду середніми та передніми колесами. Для більш ефективного подолання перешкод навантаження на передні, а, в окремих випадках, і задні колеса дещо зменшують внаслідок довжини важелів балансира та візка. Під час проходження перешкоди рух робота сповільнюється або повністю припиняється. Це не є проблемою для експлуатаційних швидкостей, при яких ці транспортні засоби експлуатуються до теперішнього часу.